# Atak bongcloud
Atak bongcloud, otwarcie bongcloud – nietypowe otwarcie szachowe, które charakteryzuje się ruchami:
1. e4 e5
2. Ke2?
Inne otwarcia, w których gracz wykonuje nietypowy ruch królem w ciągu pierwszych trzech ruchów, również można nazwać atakiem bongcloud. 

## Nazwa
Otwarcie swoją nazwę zawdzięcza prawdopodobnie fajce wodnej (po angielsku bong), używanej do inhalacji marihuany. Według innej teorii nazwa pochodzi od Lenny Bongcloud, nicku jednego z użytkowników witryny Chess.com, który często stosował to otwarcie (bez większych sukcesów) – wówczas właściwszym tłumaczeniem byłoby atak Bongclouda (otwarcie Bongclouda).

## Opis
Bongcloud jest otwarciem-żartem i łamie podstawowe zasady debiutu. Gracz blokuje w ten sposób przekątne, które zazwyczaj w takich pozycjach używa się do wyprowadzenia gońca lub hetmana, tracąc już na wstępie 2,5 pkt przewagi – co więcej, grający białymi traci również możliwość wykonania roszady.
Czarne po wykonaniu tego ruchu mają do dyspozycji kilka możliwych odpowiedzi. Właściwą jest 2.. d5 (2,1 przewagi) albo 2... Sf6, (przewaga 1,9 pkt) albo Sc6 (również 1,9 pkt).

## Użycie otwarcia przez arcymistrzów
Arcymistrz Hikaru Nakamura używał ataku bongcloud w trakcie internetowych rozgrywek w szachach błyskawicznych. W grudniu 2018 Nakamura zagrał to otwarcie trzy razy przeciwko arcymistrzowi Lewonowi Aronianowi podczas Speed Chess Championship na platformie Chess.com, wygrywając jedną z trzech gier i przegrywając dwie pozostałe. Nakamura zagrał to otwarcie również przeciwko arcymistrzowi Władimirowi Dobrowowi i arcymistrzowi Wesleyowi So podczas 2019 Speed Chess Championship, wygrywając obie partie. 19 sierpnia 2020 Nakamura użył tego otwarcia przeciwko Jeffery'emu Xiongowi w rundzie finałowej turnieju St. Louis Rapid and Blitz i ją wygrał.
Magnus Carlsen zastosował odwrócony atak bongcloud, gdzie zagrał c3, f3, Qa4, Qh4, Kd1 i Qe1, zmieniając pozycje króla i hetmana – co zajmuje 6 ruchów i zdecydowanie pogarsza pozycję gracza, który zdecyduje się na te ruchy. Jego otwarcie w zwycięskiej partii przeciwko Wesleyowi So w 2020 roku na turnieju szachów błyskawicznych, gdzie zagrał 1.f3 a później 2.Kf2, również zostało mylnie nazwane atakiem bongcloud.
15 marca 2021 Carlsen, grając białymi podczas turnieju 2021 Magnus Carlsen Invitational, zagrał 1.e4 i 2.Ke2. Jego przeciwnik, Hikaru Nakamura, również zagrał ruch królem (2.Ke2 Ke7), lustrzanie odbijając ruch białych. Partia zakończyła się remisem przez trzykrotne powtórzenie pozycji.

## Percepcja w środowisku szachowym
Ze względu na rosnącą popularność oraz oficjalne wykorzystanie otwarcia na zawodach (Carlsen–Nakamura 15.03.2021) w marcu 2021 roku portal Chess.com dołączył bongcloud do swojej biblioteki otwarć.